# Anselmo José Braamcamp
Anselmo José Braamcamp de Almeida Castelo Branco (São Mamede, Lisboa, 23 de outubro de 1817 — Mercês, Lisboa, 13 de Novembro de 1885) foi um político português do tempo da Monarquia Constitucional. Líder do Partido Histórico, mais tarde redesignado Partido Progressista, foi também ministro do Interior e das Finanças e, entre 1879 e 1880, chefe de Governo.

## Biografia
Nascido em 23 de Outubro de 1817 na Rua Direita da Fábrica de Sedas, da freguesia de São Mamede, era filho de Anselmo José Braamcamp de Almeida Castelo Branco (1792-1841), Cavaleiro da Casa Real; Secretário de Estado dos Negócios Estrangeiros (1820); Deputado às Cortes Constituintes de 1821; Conselheiro de Estado (1822) e de D. Maria Inácia Braamcamp de Almeida Castelo Branco (1788-1829), penúltimo na ordem de nascimento, de cinco filhos, sendo baptizado em oratório privado da casa de seus pais, em 14 de Novembro.
Braamcamp, advogado e maçom, era um firme apoiante do Partido Histórico, tendo sido eleito, pela primeira vez, em 1851, deputado da Nação às Cortes (a designação do Parlamento português sob a Monarquia Constitucional).
Contra as propostas políticas alternativas a favor do iberismo em Portugal, foi criada em 1861 a Comissão Central 1.º de Dezembro de 1640, reunindo entre outros o próprio José Braancamp, que se uniu imediatamente a ela pelo seu ideal de raiz patriótica. 
A sua primeira experiência governativa foi a passagem pelo ministério do Interior (à data designado ministério do Reino), entre 1862 e 1864, no segundo governo do Duque de Loulé, então líder do Partido Histórico. Entre 1869 e 1870, foi ministro das Finanças (ou dos Negócios da Fazenda, como então era uso dizer-se), no terceiro governo de Loulé.
Entre 1871 e 1877, com o Partido Regenerador, de cariz conservador, no Poder (primeiro governo de Fontes Pereira de Melo), os históricos viram-se na oposição. Após a morte de Loulé, em 1875, Braamcamp assumiu a liderança do partido e da oposição ao governo de Fontes.
No ano seguinte faleceu também o Marquês de Sá da Bandeira, originariamente também ele um líder dos históricos; todavia, havia entrado em discórdia com as políticas de Loulé e fundara, com alguns apoiantes, o seu próprio partido – o Partido Reformista. No entanto, sem o seu líder, os reformistas desnortearam-se. Um dos grandes méritos de Braamcamp foi conseguir reconciliar novamente históricos e reformistas.
Desta forma, Braamcamp conseguira  unir todas as duas maiores forças da oposição contra o governo de Fontes Pereira de Melo, e viu aumentarem grandemente as suas hipóteses de pôr termo a um dos mais longos períodos de governação dos regeneradores.
Em 29 de Maio de 1879, na sequência de um escândalo financeiro envolvendo o ministro da Fazenda António de Serpa Pimentel com o Banco Nacional Ultramarino, o segundo governo de Fontes Pereira de Melo caiu. A 1 de Junho, o rei D. Luís designou Braamcamp como presidente do Conselho.
O seu governo, no entanto, seria de curta duração. Tal ficou essencialmente a dever-se ao facto de Fontes não se ter conformado com a perda do Poder; como tivesse proposto uma moção de desconfiança no Parlamento, o ministério progressista acabou por cair. Braamcamp voltou de novo à oposição, tendo falecido antes de voltar a colocar o seu partido no Poder.
O seu sucessor à frente do Partido Progressista foi José Luciano de Castro, o qual, um ano após a morte de Braamcamp (1885), levou de novo os progressistas ao Poder.
O seu nome consta na lista de colaboradores da Revista do Conservatório Real de Lisboa  (1842).

## Família e morte
Anselmo José Braamcamp faleceu em Lisboa pelas 5 horas da manhã de 13 de Novembro de 1885, na sua residência, Pátio do Tijolo, número 6, freguesia das Mercês, contando 68 anos de idade, dizia-se que tinha uma saúde fraca, semanas antes esteve na Praia da Granja para recuperação do seu estado, mas acabou por piorar falecendo no dia seguinte ao retorno. Foi sepultado, dia 14, em jazigo de família no Cemitério dos Prazeres.
Era casado com D. Miquelina de Vecchi, que era estéril. Teve única filha, perfilhada, de mãe incógnita, D. Júlia Maria das Neves Braamcamp (1857-1923), que casou, em 1875, com Luís Augusto da Cunha de Mancelos Ferraz de Portugal e Menezes (1851-1914), deputado e Moço Fidalgo da Casa Real, com exercício no Paço, tendo oito filhos: Luís (1875), Vasco (1877), Anselmo (1878), Fernando (1880), Pedro (1881), Geraldo (1884), Maria (1885) e outro Anselmo (1889).